# Меланія Грего
Меланія Грего (італ. Melania Grego, 19 червня 1973) — італійська ватерполістка.
Олімпійська чемпіонка 2004 року.
Чемпіонка світу з водних видів спорту 1998, 2001 років, призерка 2003 року.